# Mission District
Der Mission District (auch: The Mission) ist ein Stadtviertel von San Francisco. Seinen Namen erhielt der Stadtteil von der Mission San Francisco de Asís, einem der ältesten Gebäude in San Francisco, das im Nordwesten des Mission District steht.
Der Mission District ist für seine vielfältige Kunst- und Musikszene bekannt sowie für seine vor allem von mexikanischen Einwanderern geprägte Küche.
Das traditionell von Einwanderern bewohnte Viertel geriet zu Beginn des 21. Jahrhunderts unter zunehmenden Gentrifizierungs-Druck, nachdem die Grundstückspreise und Mieten durch den Zuzug junger Dotcom-Angestellter rasant stiegen.

## Geografische Lage

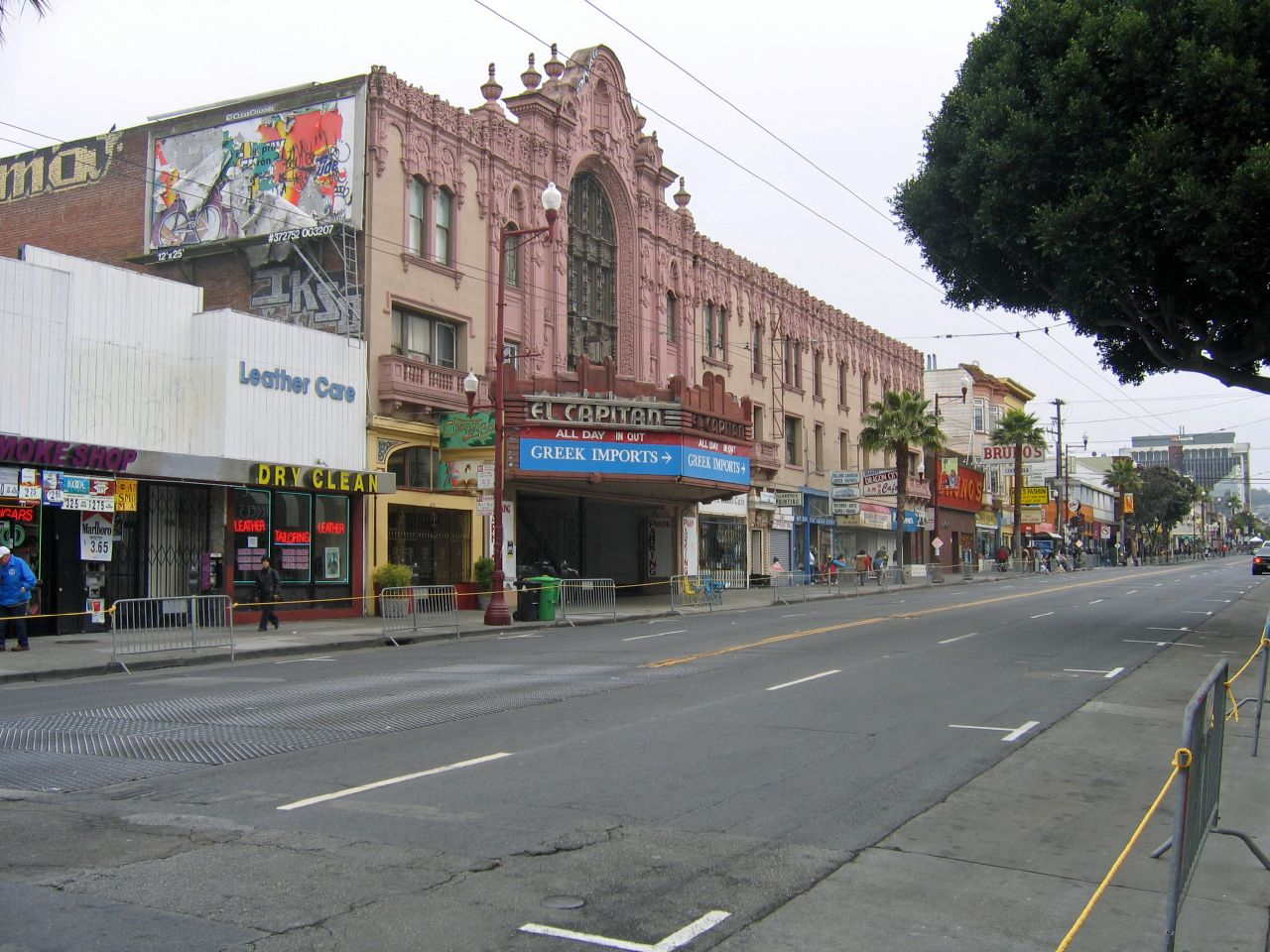
Die Mission Street im Herzen des gleichnamigen Stadtteils

Der aus den beiden Vierteln Mission Dolores und Inner Mission bestehende Mission District wird im Norden von den Stadtteilen South of Market und Hayes Valley, im Westen von Duboce Triangle, Eureka Valley und Noe Valley, im Süden von Bernal Heights, sowie im Osten von den Stadtteilen Bayview und Protrero Hill eingerahmt. Von Norden nach Süden führt die Mission Street als Hauptverkehrsader durch den Stadtteil, während er im Osten vom U.S. Highway 101 begrenzt wird.
Durch seine geografische Lage bedingt weist der Mission District ein wärmeres und sonnigeres Klima auf, als andere Stadtteile San Franciscos. Diese Lage schützt die Mission vor Nebel und Wind, die vom Pazifik kommend das Mikroklima anderer Teile von San Francisco prägen.

## Bewohner

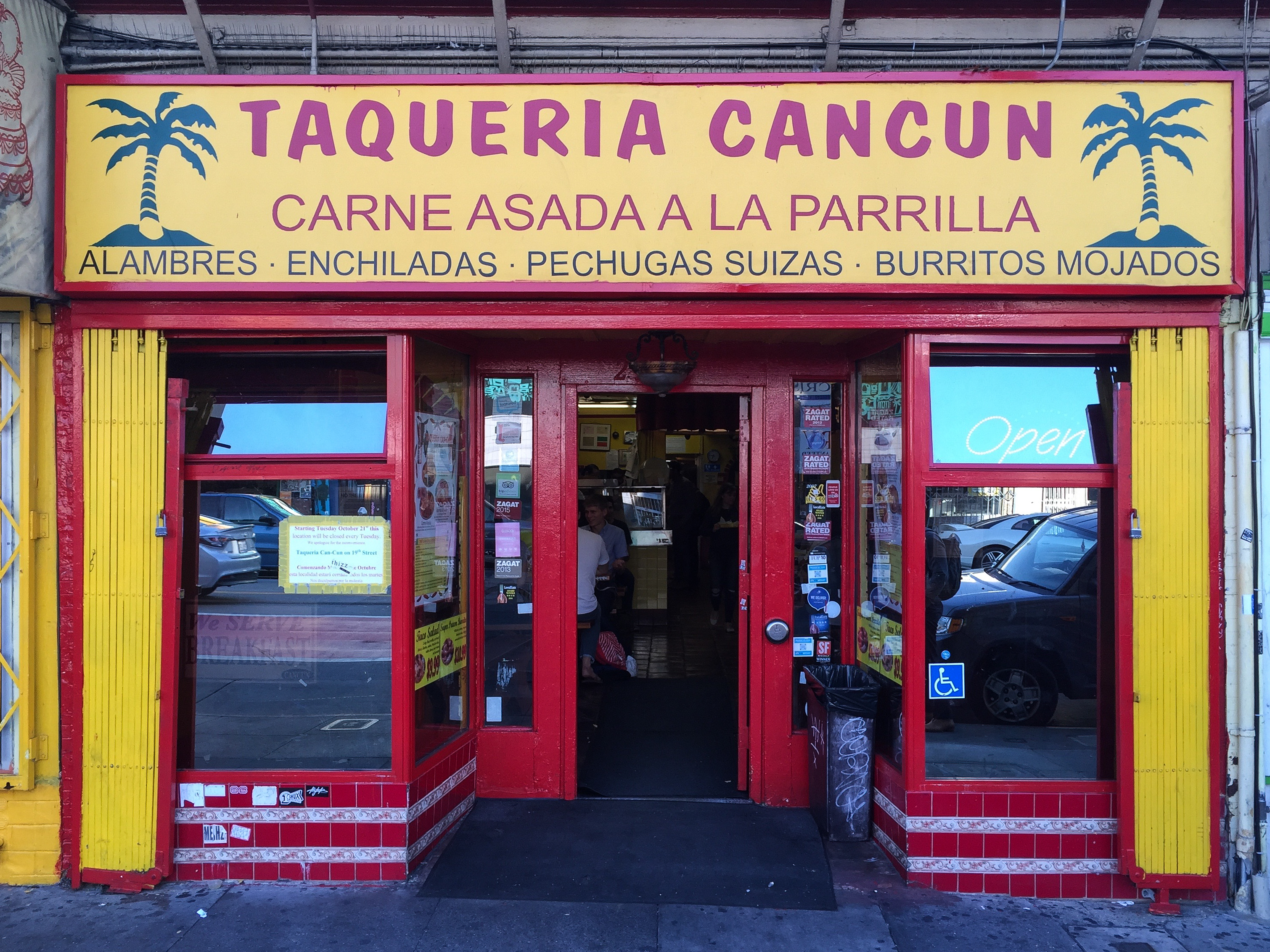
Eines der zahlreichen mexikanischen Restaurants im Mission District

Der Mission District ist ein traditionell von Einwanderern bewohnter Stadtteil San Franciscos. Im frühen 20. Jahrhundert siedelten sich hier vornehmlich aus Deutschland und Irland kommende Arbeiter an, denen sich später auch Einwanderer aus anderen Teilen Europas anschlossen. Seit den 1940er Jahren wird die Mission zunehmend von Einwanderern aus Mexiko dominiert. In den 1980ern und 1990ern kamen Einwanderer aus dem Mittleren Osten und aus Südamerika hinzu. Im Rahmen des Dotcom-Booms siedelten sich verstärkt finanzkräftige Yuppies im Mission District an, was bis heute aufgrund rasant steigender Mieten und der damit verbundenen Gentrifizierung zu Spannungen mit den traditionellen Bewohnern des Viertels führt.

## Sonstiges
Der Mission District ist teil vieler Film Sets. So spielt unter anderem der Film La Mission in der Mission und gewährt Einblicke in das dortige Leben der Bevölkerung mit lateinamerikanischem Hintergrund.